# 横浜市立浜中学校
横浜市立浜中学校（よこはましりつ はまちゅうがっこう）は、神奈川県横浜市磯子区杉田3丁目30番11号にある公立中学校。

## 沿革
- 1947年（昭和22年）4月1日 - 創立
- 1947年（昭和22年）5月5日 - 浜小学校で開校式　教職員11名、6教室借用
- 1947年（昭和22年）6月2日 - 校章制定
- 1948年（昭和23年）4月1日 - 杉田小学校を分校として、7教室借用
- 1948年（昭和23年）9月2日 - 新築校舎20教室、他7教室落成
- 1948年（昭和23年）10月8日 - 竣工式挙行、校地及び水道施設を横浜市に寄付
- 1949年（昭和24年）10月1日 - 校歌制定
- 1952年（昭和27年）3月1日 - 校旗新調
- 1952年（昭和27年）4月1日 - 学校植林、第一期植付
- 1957年（昭和32年）10月13日 - 創立10周年記念式典
- 1961年（昭和36年）10月13日 - 本館校舎（現在B棟）運動場拡張式典
- 1966年（昭和41年）3月26日 - 本館校舎（現在C棟）完成
- 1967年（昭和42年）3月4日 - 体育館兼講堂落成式
- 1967年（昭和42年）10月8日 - 創立20周年記念式典
- 1969年（昭和44年）4月5日 - 根岸中学校で汐見台分校開始（一年5学級）
- 1969年（昭和44年）9月16日 - プール竣工
- 1970年（昭和45年）4月1日 - 汐見台中学校独立
- 1971年（昭和46年）4月1日 - 洋光台第一中学校独立
- 1972年（昭和47年）11月12日 - 創立25周年記念式典
- 1973年（昭和48年）6月8日 - 北側校舎（現在D棟完成）
- 1974年（昭和49年）11月30日 - 県、環境美化優良賞受賞
- 1977年（昭和52年）2月16日 - 県、緑化コンクール学校林の部最優秀賞
- 1979年（昭和54年）3月17日 - 運動場改修整備工事竣工
- 1980年（昭和55年）4月1日 - PTA文部大臣賞受賞
- 1984年（昭和59年）4月1日 - 森中学独立
- 1985年（昭和60年）4月1日 - 新校舎（現在Ａ棟）落成式
- 1986年（昭和61年）5月1日 - 格技場、新プール落成式
- 1987年（昭和62年）3月7日 - 新体育館竣工
- 1987年（昭和62年）10月24日 - 創立40周年記念式典、同窓会設立総会、体育館落成記念
- 1988年（昭和63年）4月1日 - 校地整備工事竣工
- 1990年（平成2年）3月31日 - 運動場改修整備工事竣工
- 1992年（平成4年）4月1日 - 小田中学校独立
- 1997年（平成9年）11月15日 - 創立50周年記念式典
- 2000年（平成12年）11月17日 - PTA文部大臣表彰
- 2007年（平成19年）11月3日 - 創立60周年記念式典
- 2013年（平成25年）3月3日 - 平成24年度横浜市優秀教育実践校表彰
- 2017年（平成29年）4月1日 - 第21代校長 永山 博幸 着任
- 2017年（平成29年）11月11日 - 創立70周年記念式典

## アクセス
- 京急本線 杉田駅下車 徒歩10分
- JR根岸線 新杉田駅下車徒歩15分

## 著名な出身者
- ミッキー吉野 - 音楽家
- 石澤典夫 - アナウンサー
- ジャッキー佐藤 - 元プロレスラー
- HIRO - ダンサー
- 向井理 - 俳優
- 井上真央 - 女優
- 松永大介 - 陸上競技
- 出水田眞紀 - 陸上競技女子中・長距離選手
- 岡本一真 - サッカー選手
- 吉田賢吾 - プロ野球選手